# Wochenschrift für Gärtnerei und Pflanzenkunde
Wochenschrift für Gärtnerei und Pflanzenkunde, (abreviado como Wochenschr. Gärtnerei Pflanzenk.), foi uma revista ilustrada e com descrições botânicas que foi editada em Berlim. OS números 1 e 2 foram publicados nos anos 1858-1859. Foi precedida por Verhandlungen des Vereins zur Beforderung des Gartenbaues in den Koniglich Preussischen Staaten e sucedida por Wochenschr. Vereines Beford. Gartenbaues Konigl. Preuss. Staaten.